# مقاطعة هاربر (كانساس)
مقاطعة هاربر (بالإنجليزية: Harper County)‏ هي إحدى المقاطعات في ولاية كانساس، الولايات المتحدة الأمريكية.